# گره مداری

گره صعودی یکی از چندین عناصر مداری است.

یک گره مداری یکی از دو نقطه‌ای است که مدار یک جسم صفحه مرجع که نسبت به آن متمایل است را قطع می‌کند. یک مدار نامتمایل که در صفحه مرجع قرار دارد هیچ گره مداری ندارد.

## صفحه‌های مرجع
صفحه‌های مرجع معمول عبارتند از:
- برای یک مدار زمین‌مرکزی صفحه مرجع، صفحه استوایی زمین است. در این مورد مدار نامتمایل یک مدر استوایی نامیده می‌شود.[۲]
- برای یک مدار خورشید مرکزی، دائرةالبروج یا صفحه ناوردا. در این مورد مدار نامتمایل به نام دائرةالبروجی شناخته می‌شود.
- برای یک مدار در خارج از منظومه شمسی مداری که از پایه گرانشی می‌گذرد و به یک خطر ناظر پایه گرانشی عمود است گفته می‌شود[۳]